# Triftwasser
Le Triftwasser est un cours d'eau coulant dans les Alpes uranaises en Suisse. C'est un affluent de la Gadmerwasser, elle-même affluent de l'Aar (bassin du Rhin).

## Géographie
Le Triftwasser prend sa source au pied du Glacier de Trift, il coule ensuite vers le nord dans la vallée de la Gadmerwasser, qu'elle rejoint entre Nessental et Fuhren (commune de Gadmen).